# Еврейская община Бродов

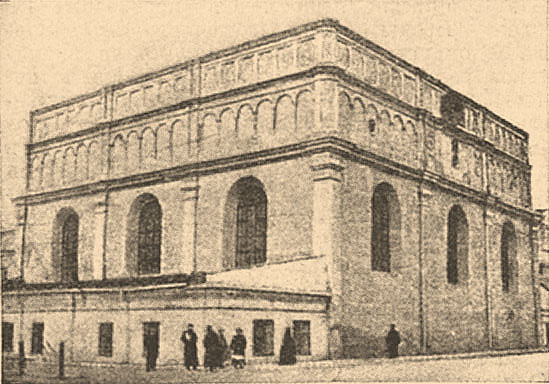
Старая синагога (с фотографии), Иллюстрация из Еврейской энциклопедии Брокгауза и Ефрона, 1906 — 1913 годы.

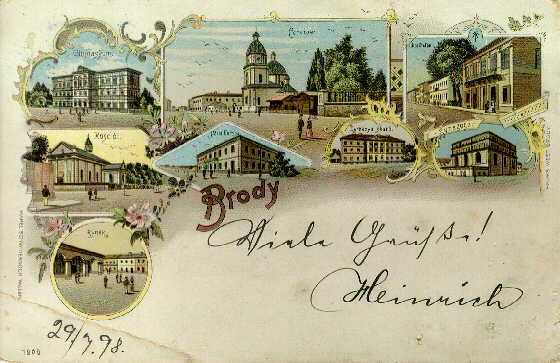
Старинная открытка Бродов 1898 года (во время правления Австро-Венгрии).

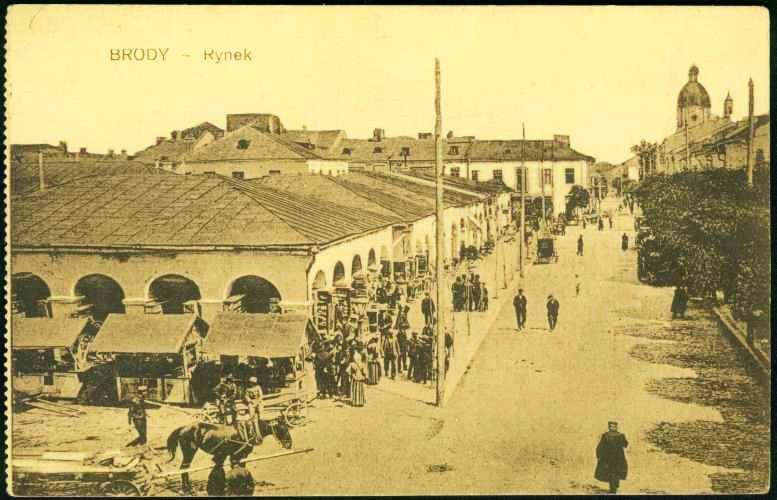
Рыночная площадь Бродов (1904 год.)

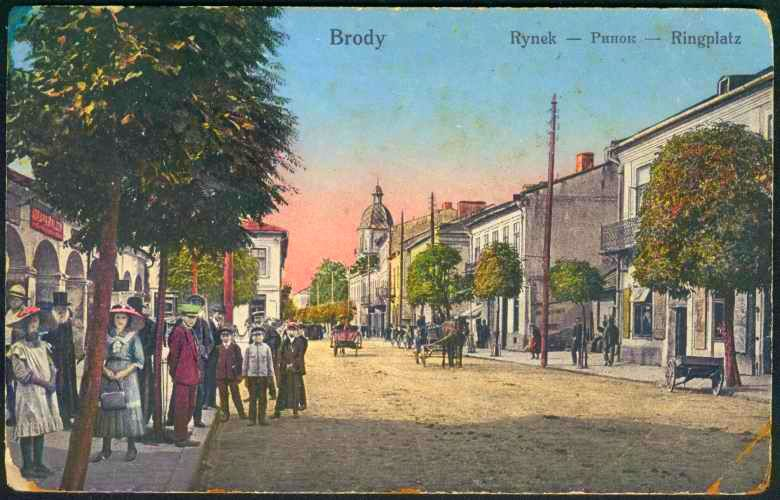
Рыночная площадь Бродов (1914 год.)

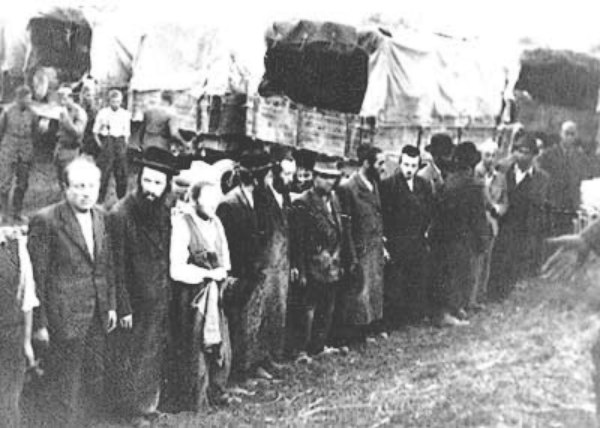
Евреи ожидают депортации

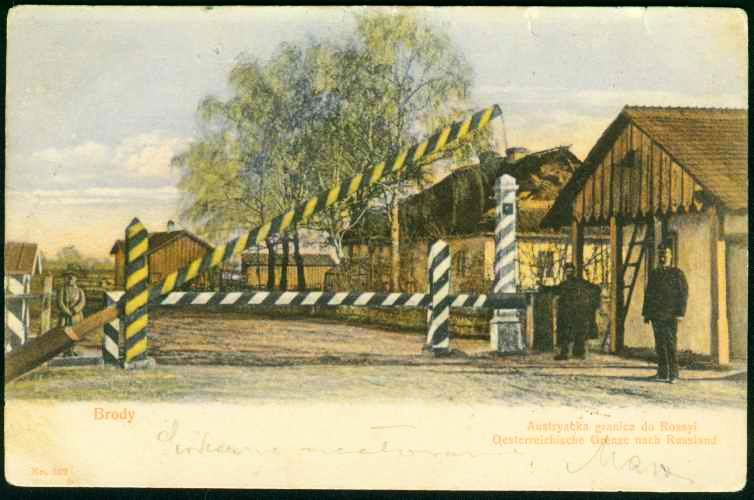
Пограничный переход между Австрийской империей и Российской империей (Броды, 1905 г.)

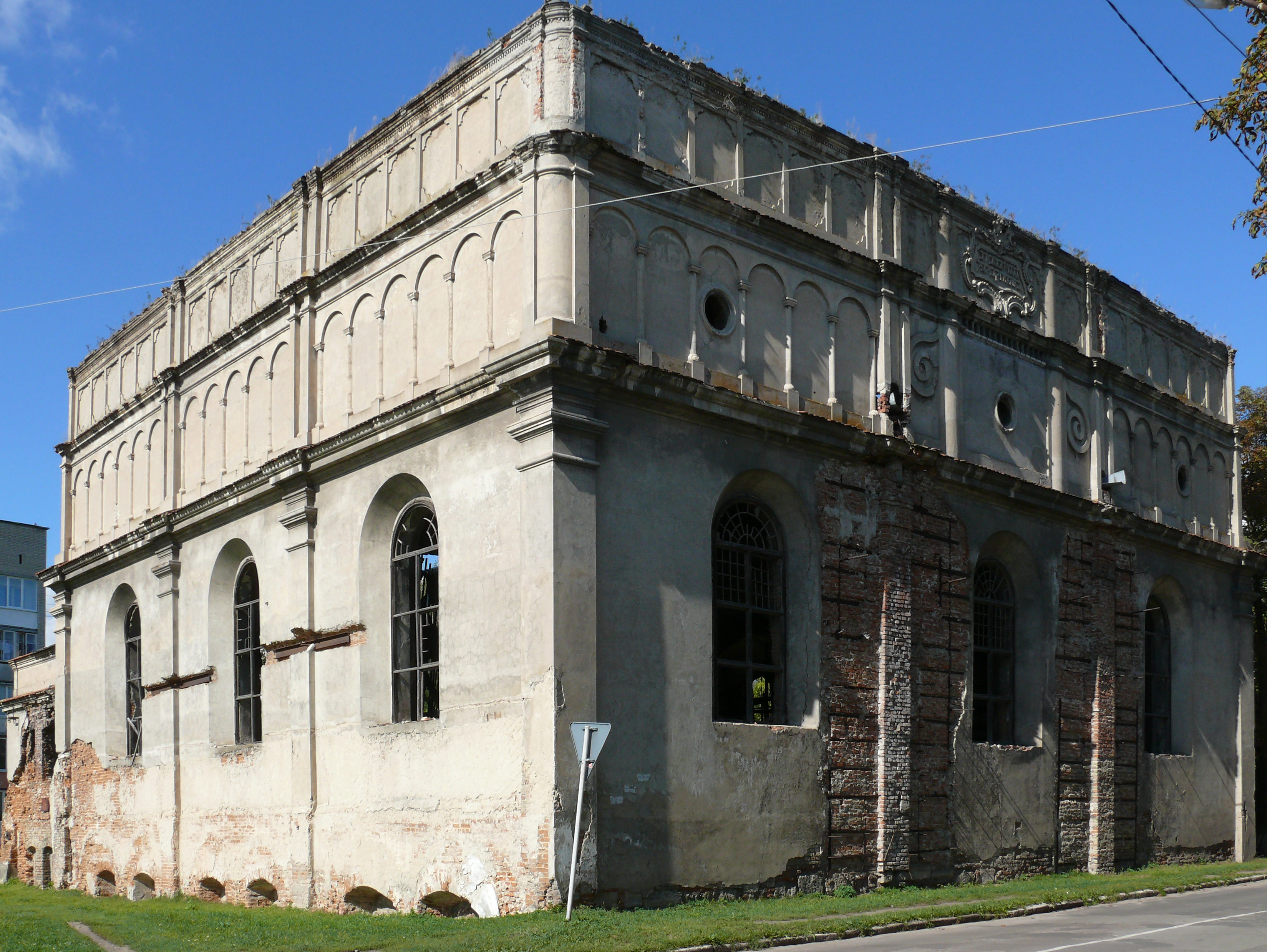
Синагога в Бродах

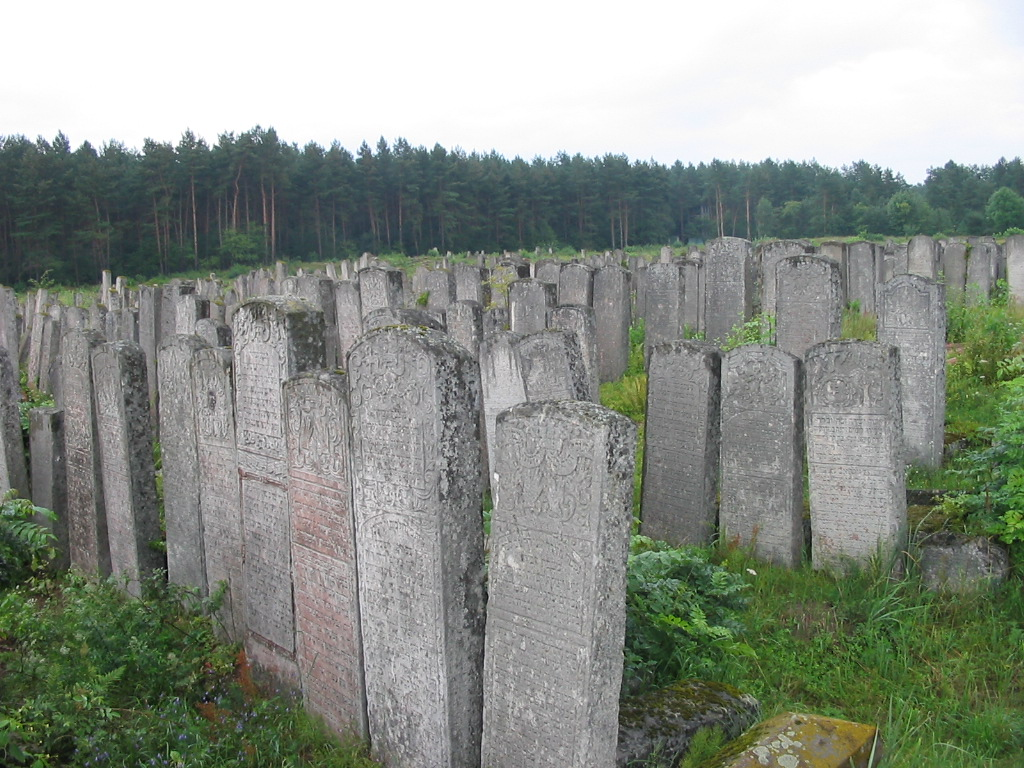
Надгробия на «новом» еврейском кладбище в Бродах.

Еврейская община Бродов — ашкеназская община, которая существовала в городе Броды на территории современной Украине, по крайней мере, с конца XVI века и до её исчезновения во время Холокоста.
Броды впервые упоминаются в источниках в 1084 году, а евреи начали селиться там после изгнаний в 1290 года из Англии и из Испании (1492 год) во времена правления Станислава Жолкевского (конец XVI века) своей собственностью (городом). Расцвет общины пришёлся на период правления Австрийской империи в Бродах, когда город был объявлен «городом свободным от налогов». Это привлекало в Броды многих евреев, которые в основном занимались торговлей. В первой четверти XIX века процент евреев в общей численности населения города достиг пика — 88 процентов. Из-за высокого процента евреев в городе Броды получили прозвища «Австрийский Иерусалимская» и «Галицкий Иерусалим». Община была одной из старейших и наиболее известных еврейских общин на западе Украины (ранее принадлежавшей Австрийской империи и Второй Польской республике, в составе Львовской земли, Русского воеводства). Она также была одной из самых богатых и стабильных общин в мире, и поддерживала прочные торговые связи с немецким еврейством.
Община Бродов была известна благодаря знаменитому Клойзу, в котором учились множество мудрецов из всей Галиции. Броды также были известны своими знаменитыми раввинами: раввину Эфраиму Залману Маргалиоту, раввину Йехезкелю Ландау, раввину Ицхаку Халеви Горовицу и другим. Среди известных раввинских фамилий Бродов выделялись семьи Горовиц и Рокач, которые активно противостояли лжемессианству. В Бродах так же жили представители двух известные древних семей Галиции Блум и Раух.
Броды были интеллектуальным еврейским центром и одним из центров еврейского просвещения и ортодоксального иудаизма в Галиции. Броды представляли собой поселение типичное для восточноевропейского еврейства — штетла. Они были одним из местечковых городов, в которых развивались политические и общественные движения, которым было разрешено участвовать во всеобщих выборах в городской совет. Внешний расцвет и внутреннее благосостояние еврейской общины продолжались до 1880 года, когда евреев постигла катастрофа.

## История общины
«основываясь на прежних правах и привилегиях, данных евреям города Броды нашими предшественниками, погибших, однако, в огне, и питая особое расположение к евреям, мы задумали сохранить за ними те права и привилегии, которые они (евреи) представили нам и нашим комиссарам»— Грамота Якова Людвика Собеского

### Создание общины
Начало еврейского поселения в Бродах было в конце 16 века. Принято считать, что евреи жили в районе города Броды ещё в 1584 году, когда король Польши Стефан Баторий выдал специальное разрешение на строительство в Острове, небольшой деревне, расположенной недалеко от Бродов. Первые официальные документы евреев появились 4 года спустя, в 1588 году. Эти документы представляют собой список сделок, которые касаются еврея по имени Моше и в котором записано, что Моше купил в доме Богдновой Зеликович 11 золотых монет. В этом же году есть и свидетельства о еврее по имени Барух, обвинённом в клевете. В общине был раввин, синагога, кладбище, баня и другие общественные учреждения. Большинство евреев было сосредоточено на улице, получившей название «Еврейская улица» (ulica Zydowska). В записи 1590 года упоминается имя раввина общины, его зовут Авраам Рабинович.

### Под властью Австро-Венгерской империи
Политика австрийского правительства в отношении евреев несколько раз менялась.
В 1772 году в рамках раздела Польши город перешёл под власть Австро-Венгерской империи. Евреи потеряли много своих прав: им пришлось платить много налогов, еврейские суды и все общественные учреждения потеряли свою независимость, а количество евреев в городе было ограничено. В 1784 году объём торговли в городе вырос до 4 226 000 флоринов. Большая часть торговли находилась в руках евреев. Многие еврейские купцы скопили большие состояния, иногда даже более 10.000 или 20.000 флоринов. 76 из 79 оптовых торговцев, которые вели торговлю, приносившую высокую прибыль в 1795—1797 годах, были евреями. В это время социальный и экономический статус еврейских ремесленников в Бродах укрепился. В 1799 г. насчитывалось около 14.000 евреев. В этом году Броды получили статус «свободного города».
В начале 19 века количество евреев увеличилось до 16.400. В начале 1920-х годов в Бродах было 1134 еврейских торговца, в том числе: 113 торговцев зерном, 137 торговцев галантереей, 110 торговцев кирпичом, 9 торговцев текстилем, 8 торговцев мехом, 7 торговцев и производителей дрожжей, 214 розничных торговцев и 343 разносчика. В то время в Бродах было 393 ремесленника, из них: 110 портных, 14 ткачей, 5 часовщиков, 9 плотников, 118 меховщиков, 4 жестянщика, 11 стекольщиков, 47 ювелиров, 20 плотников, 4 гравёра, 4 маляра, 2 художника, 13 плотников, 30 мясников, 7 медников и 10 разных профессий. Количество меховщиков продолжало расти, и с годами, и Броды стали мировым центром меховой торговли. Среди крупнейших производителей и продавцов в этой отрасли — еврейская семья Гермелин. Яков Гермелин основал в 1825 году меховой завод в Бродах и большой меховой дом в Лейпциге, Германия.
В 1801 году условия изучения Талмуд-Торы были улучшены, и была сформулирована упорядоченная учебная программа, которая также включала изучение письма и математики. В 1818 г. в Бродах была открыта еврейская настоящая гимназия, а в 1823 г. — средняя школа, служившая подготовкой к занятиям в гимназии. В 1854 году в Бродах была открыта ещё одна школа, которой руководил Хирш Рейтман. В 1855 г. в школе училось 414 детей (248 мальчиков и 166 девочек), а в 1905 г. в ней обучалось 1132 ребёнка (543 мальчика и 589 девочек). В городе также были созданы специальные учебные заведения для ультраортодоксов.
После погромов в 1881 году толпы русских евреев скоплялись в Бродах, откуда отправлялись в Америку или впоследствии обратно в Россию.
В 1894 г. в Бродах было 14 хедеров, в которых обучались 413 учеников, а в 1905 г. — 24 хедера, в которых учились 574 учеников. В течение столетия произошло значительное улучшение влияния евреев на местную политику — и впервые в городской совет был избран еврейский представитель — Меир Калир, который позже также был избран в парламент Галиции (Сейм).

### Судьба евреев общины в Шоа

#### Уничтожение общины
Первая Акция началась в субботу, 19 сентября 1942 года. Немецкая полиция при содействии украинской и еврейской полиции стала собирать евреев на рынке. Во время акции выселения в Белжец было депортировано 2200 евреев. Ещё 300 евреев были расстреляны во время акции. На следующий день после акции, вечером Йом Киппур, евреи Бродов тайно собрали миньян для молитвы. 2 ноября 1942 г. была проведена ещё одна акция, в ходе которой ещё 3000 евреев были депортированы в лагерь смерти Белжец. В этой облаве был убит глава юденрата и уменьшена территория гетто. В этой должности его заменил человек по имени Розенфельд.

## Экономика
В 1704 году город перешёл во владение семьи Потоцких. Многие евреи арендовали земли поместья Потоцких, другие работали у них портными, вязальщиками или торговцами. В 1765 году в Бродах было 163 религиозных служащих, занятых общиной. В 1827 году в Галичине было 11718 еврейских купцов. 1134 из них (около 10 %) жили и торговали в Бродах. В том же году в Бродах проживало 36 еврейских маклеров и 9 еврейских банкиров. В тот же период 163 завода из 175 принадлежали евреям.

## Религиозная жизнь в Бродах
Раввины Бродов и мудрецы Клойза были известны в еврейском мире. Особенно стали известны ученики Клойза, которые также занимались изучением Каббалы и принятием заключений. Также известна борьба с Саббатианством и с Хасидизмом.

### Клойз
Клойз был основан раввином Хаимом бен Авраамом Ландау (двоюродным братом раввина Йехезкеля Ландау), который перед этим являлся раввином Подкаменя. Год основания Клойза точно не известен, но считается, что он был основан в 20-х годах 18 века. Многие мудрецы Клойза жили в Клойзе на протяжении всей недели и только по субботам возвращались в свои дома (порой за пределами Бродов). Группе избранных учеников в возрасте более 30 лет, изучавшим Кабалу, разрешалось присоединиться к миньяну, который молился в «штибеле» около Клойза. Только каббалистам разрешалось носить белую одежду по субботам и в праздники. Эта группа, на которую в основном повлиял раввин Хаим Цанзер, который был одним из мудрецов Клойза, практиковал аскетизм школы Хасидей Ашкеназ.